# Selbstreflexion
Selbstreflexion bezeichnet die Tätigkeit, über sich selbst nachzudenken. Das bedeutet, sein Denken, Fühlen und Handeln zu analysieren und zu hinterfragen mit dem Ziel, mehr über sich selbst herauszufinden. Dabei können wir uns nicht nur selbst als individuelle Person hinterfragen, sondern auch als Teil eines Systems, zum Beispiel als Teil einer Familie oder eines Teams.

## Allgemein

### Etymologie
Der Begriff Selbstreflexion lässt sich in Selbst und Reflexion trennen. Somit sollen diese zwei Begriffe genauer betrachtet werden.

#### Was ist das Selbst?
Das Selbst zu erklären, ist alleine aufgrund der weitreichenden Literatur herausfordernd – und der Begriff muss zwingend interdisziplinär betrachtet werden. Das Wort ist Grundstein für eine Vielzahl an psychologischen, philosophischen und medizinischen Begriffen, wie beispielsweise Selbstkonzept, Selbstwirksamkeit oder Selbsterkenntnis. Dabei wird es je nach Disziplin anders aufgefasst. In der Psychologie wird das Selbst als ein Oberbegriff verwendet für alle kognitiven Komponenten, die eine Person von sich selbst hat, dazu zählen beispielsweise: Gedanken, Erwartungen, Wahrnehmung und vieles mehr. Man könnte sagen, es bezeichnet alle Informationen, die ein Mensch in Zusammenhang mit seiner eigenen Person bereits besitzt, verarbeitet, sammelt und verwendet.
Bereits im Kindesalter beginnen wir, Informationen für dieses Wissen zu sammeln. Grundlage dafür sind unsere Erfahrungen. Merkmale, die wir bewusst einbeziehen und die sprachlich ausgedrückt werden, formen schließlich das „Ich“ oder auch das bewusste Selbst, während nicht alle Aspekte des Selbst bewusst sind. Dazu zählen beispielsweise Gewohnheiten. Daneben lässt das Selbst sich noch weitreichender unterscheiden. Zum Beispiel wird zwischen dem idealen und realen Selbst(konzept) unterschieden, also der Differenz zwischen der Idee, wer man wirklich ist und dem Ziel, wer man gerne sein möchte.

#### Was bedeutet Reflexion?
Reflektieren bedeutet nach dem Duden „zurückstrahlen“ oder „nachdenken“; die wörtliche Übersetzung ist Zurück-Beugung (auf sich selbst). Joy Amulya vom MIT beschreibt den Prozess der Reflexion als einen aktiven Teilnahmeprozess an den eigenen Erfahrungen. Es bedeutet also bewusst auf das eigene Handeln zu blicken und es zu überdenken. Andere Autoren (Ruth-Sahd, 2003) betonen, dass Reflexion nur durch bestimmte Ereignisse, durch die wir Verlust oder Erfolg erleben, ausgelöst wird. Generell kann eine Person bereits vor, während und selbstverständlich nach jeder Situation in Gedanken reflektieren.
Das Wort „Reflexion“ an sich wurde vermehrt von Kommunikationswissenschaftlern und Sprachphilosophen (insbesondere in den Phase der postanalytischen Philosophie) aufgeworfen und hinterfragt. Schnädelbach bezeichnet sie als „Das Denken des Denkens“ und „darum de(n) wichtigste(n) Methodenbegriff der neuen Philosophie“. Kommunikationstheoretisch wird der Begriff vor allem in den Diskurs- und Systemtheorien aufgegriffen.

### Begriffsklärung
Selbstreflexion ist ein psychologisches Phänomen, das interdisziplinär betrachtet werden sollte. Aus psychologischer Perspektive bildet Selbstreflexion die Fähigkeit aus, auf einer Ebene der Vorstellungskraft die verschiedensten Aspekte in Bezug auf unser Selbst zu erkennen. Einfacher gesagt: Wir bekommen Ahnungen auf Fragen wie: Was denke ich, wenn ich in den Spiegel schaue? Gemeint ist nicht nur das, was wir tatsächlich im Spiegelbild sehen, sondern das, was wir über uns selbst glauben und denken. Über unsere Gefühle, unser Können, unser Wirken und unsere Wirkung. Was sehe ich, wenn ich ein Selfie knipse: Wer blickt mir da entgegen? Wie sieht es eigentlich hinter dem Filter, dem äußeren Erscheinungsbild, aus? Und: Was macht mich als Mensch aus, was kennzeichnet meine Beziehung zu anderen Menschen und umgekehrt?
Biologisch betrachtet hingegen ist Selbstreflexion die Fähigkeit des Menschen, verschiedene neuronale Muster im Nervensystem zu entwickeln und diese miteinander abzugleichen. Auf diese Art und Weise entstehen Überlegungen – und in einem weiteren Schritt vielleicht auch neue Wege und Überzeugungen. Ähnlich wie in der Physik richte ich in diesem Prozess das Licht auf mich selbst und erhalte in der Rückspiegelung Informationen über mich.
Ihr gegenüber steht die sogenannte Selbstaufmerksamkeit, also unsere intuitive Selbstreflexion. Wir müssen für diese nicht angestrengt und aktiv nachdenken, sondern der Prozess passiert von selber.
Sozialpsychologen konnten beispielsweise nachweisen, dass Menschen ehrlicher sind, wenn man sie direkt neben einen Spiegel setzt. Sie konnten so zeigen, wie Selbstaufmerksamkeit auf uns wirkt.

### Praktiken
Selbstreflexion kann auf gewisse Arten und Weisen erfolgen. Die geläufigsten wurden im Folgenden zusammengefasst.

#### Mündliche Selbstreflexion
Oft reflektieren wir, indem wir einen Selbstdialog führen. Weiterführend werden oftmals Außenstehende herangezogen, um gewisse Vorfälle zu reflektieren. Eines der verbreitetsten Tools der Selbstreflexion ist das sogenannte Storytelling. Gemäß der Forschungen von Chris McKillop eignet sich Storytelling besonders, da mehr Wert auf die Vermittlung subjektiver Einstellungen und Geschehnisse gelegt wird, als die neutrale Wahrheit zu berichten.
Außerdem werden oftmals professionelle Akteure, wie Psychotherapeuten und Coaches in den Selbstreflexionsprozess integriert.

#### Schriftliche Selbstreflexion
Ebenfalls kann diese gedankliche, oder ausgesprochene Auseinandersetzung mit der eigenen Person auch schriftlich gestaltet werden. Gillie Bolton und Russell Delderfield fassen in ihrem Buch Reflective Practice eine Vielzahl von schriftlichen Methoden zusammen. Dazu gehören beispielsweise:
- Narrative Methoden
- Arbeit mit Metaphern
- Journals
- The Six Minute Write

Dazu existieren eine Vielzahl schriftlicher Übungen zum Reflektieren.

## Wissenschaftliche Erkenntnisse
Auch in der Wissenschaft haben sich mehrere Forscher, vor allem im englischsprachigen Raum, mit Selbstreflexion auseinandergesetzt. Dabei gilt zu beachten, dass das Forschungsthema noch recht jung ist und die ersten Belege erst nach 1980 zu finden sind. Im Folgenden werden einige wissenschaftliche Studien und Papiere geteilt.

### Historischer Rahmen
Wissenschaftlich begründet wurde die Reflexionsforschung von Donald Schön 1983 mit seinem Buch The reflective Practitioner. Dabei wurde das Konzept bereits schon von John Dewey, Kurt Lewin oder Jean Piaget thematisiert. Denn all diese befassten sich mit Lerntheorien. Selbstreflexion wird auch als eine Lernerfahrung eingeordnet. Im Vordergrund steht dabei oftmals eine Integration von Theorie und Praxis.

### Single und Double Loop Learning
Diese Lerntheorie wurde von Argyris und Schön 1978 aufgestellt, um zu erklären, wie Menschen und Organisationen mit Fehlern umgehen bzw. wie sie aus diesen lernen. Dafür wurden zwei Lernkonzepte aufgestellt, die im Folgenden knapp erläutert werden. Ausgangslage für jede Lernerfahrung ist in diesem Fall ein mangelhaftes Ergebnis.
1. Single-Loop-Lernen
Grundannahme beim Single-Loop-Lernen ist es, konkret bei den Handlungen anzusetzen. Das bedeutet, dass eine Person das eigene Verhalten so anpasst, sodass das neue erwünschte Ergebnis erzielt wird.
2. Double-Loop-Lernen
Im Gegensatz dazu fokussiert sich die Person oder Organisation beim Double-Loop-Lernen auf die zugrundeliegenden Regeln und Rahmenbedingungen. Diese werden angepasst, um Prozesse zu verbessern.

### Multidimensionales Modell des reflektierenden Lernens
Dieses Modell wurde von Patricia E. Black and David Plowright in Folge einer Studie mit Pharmazie-Studenten aufgestellt, um reflexives Lernen darzustellen. Dabei wird sich auf die Praxis mit dem Ziel der Selbstentwicklung im professionellen Bereich abgezielt. Erhoben wurden die Daten mit Hilfe von Fokusgruppen und individuellen Interviews, womit es Teil der qualitativen Forschung ist. Das Modell stützt sich auf die Definition von Reflexion gemäß der Autoren, die vier Dimensionen von reflektierendem Lernen postuliert:
- the source
- the target
- the purpose
- the realisation

of reflection and learning.
Grundausgangslage dieses Modell ist es, dass jede Dimension zwei Elemente inkludiert: die Praxis des Reflektierens sowohl an sich als auch auf das Gelernte bzw. das Ergebnis des Prozesses. Dabei wird die source als die Lernerfahrung bezeichnet (bspw. für Studenten eine Lehrstunde). Das target (Ziel) bezeichnet die Erfahrung oder das Wissen, das der Reflektierende anstrebt. Der Sinn (Purpose) von Selbstreflexion liegt einerseits in der Aneignung von konzeptionellem Wissen, andererseits darin, eine regelmäßige Praxis zu etablieren. Die letzte Dimension der Autoren beschreibt die realisation of reflection, also die Erkenntnis über die Reflexion, somit über das reflektive Lernen ebenfalls nachzudenken. Auch dies ist schriftlich und mündlich, da dies wie ein Selbstdialog abläuft. Diese Dimension sticht heraus, da sie in dem Prozess die Grundlage für den Transfer des gesamten Modells gilt.

## Prozessablauf
Grundsätzlich gibt es keinen geregelten Ablauf für Selbstreflexion. Denn, wie bereits geschildert, kann es die verschiedensten Beweggründe und Umstände geben, sich selbst zu reflektieren. Trotzdem gibt es einen Kreislauf von der Plattform DeSelfie, der im Folgenden verwendet wird, um einen beispielhaften Ablauf zu skizzieren.

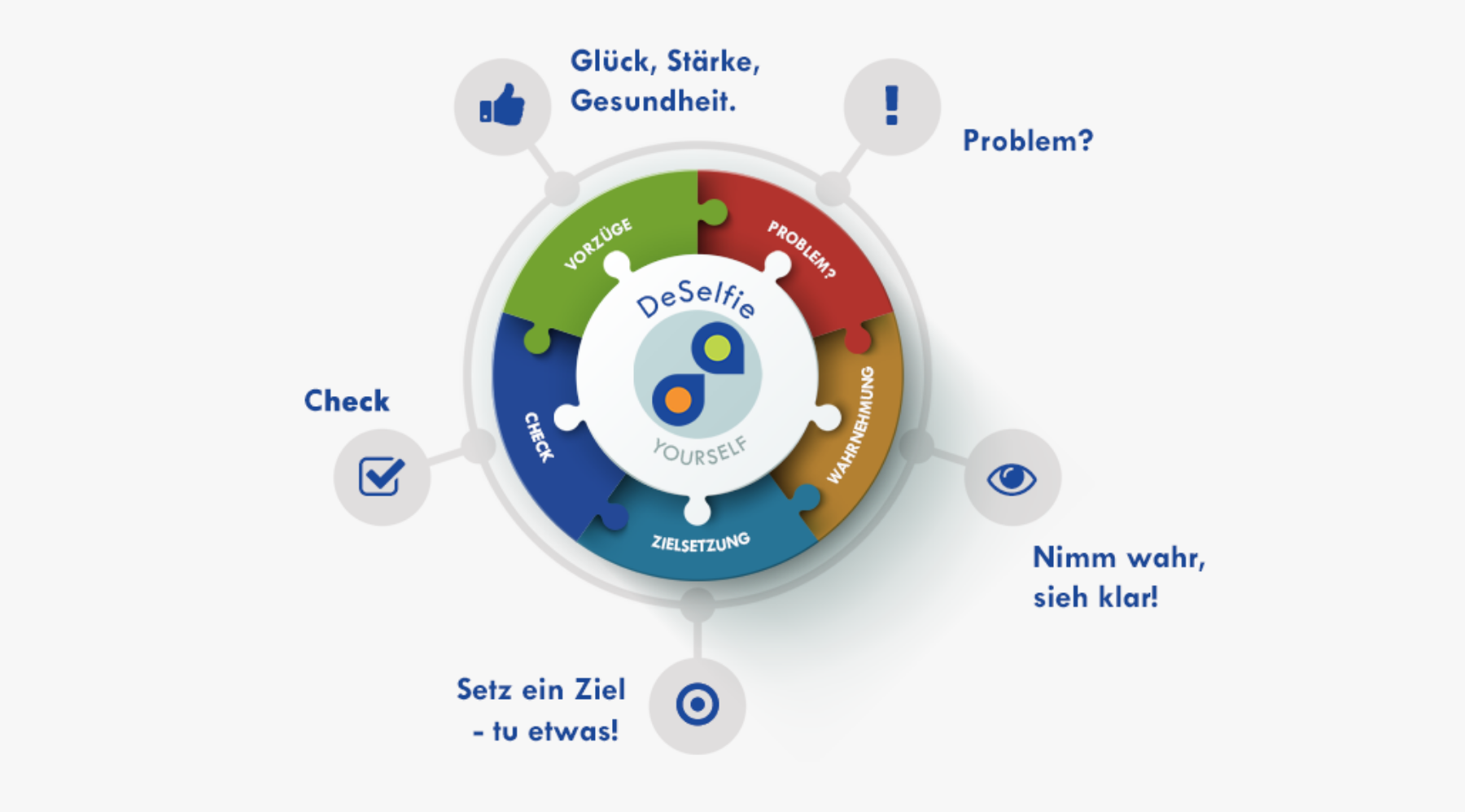

### Kreislauf
Menschen kommen aufgrund der unterschiedlichsten Ausgangspositionen in den Kreislauf der Selbstreflexion. Er dient als Hilfestellung für diejenigen, die Probleme haben, Selbstreflexion zu beginnen und in ihren Alltag zu integrieren. Voraussetzung dafür ist jedoch erst einmal das Bewusstsein, dass es ein hilfreicher Prozess sein könnte. Der von der Plattform DeSelfie dargestellte Kreislauf untergliedert sich in 5 Stufen und skizziert einen beispielhaften Ablauf, wie Leute beginnen sich selbst zu hinterfragen und zu welchem Ergebnis das führen kann.

#### Bewusstsein für den Status quo
Oftmals beginnen Menschen nach negativen Ereignissen (Bsp.: Neuanfang, Verlust, Trennung etc.) sich selbst zu hinterfragen. Sie fragen sich beispielsweise, wie sie in diese Situation gekommen sind oder warum ihnen das passiert. Kurz gesagt wird Bewusstsein für ein Problem oder eine neue Situation, in der wir uns befinden, geschaffen. Aber auch positive Ereignisse, wie eine Beförderung oder Heirat können diese Prozesse anstoßen. Jedoch muss nicht ein konkretes Ereignis vorfallen, um zu reflektieren. Oftmals reicht auch ein diffuses Gefühl in uns, dass etwas nicht in Ordnung ist.

#### Bewusste Wahrnehmung
Darauf folgt der erste wichtige Schritt: die Wahrnehmung darauf zu richten, wie es uns geht. Dies dient dem Zweck zu erkennen, dass eine Person selbst die Verantwortung für das eigene Leben und die damit zusammenhängenden Probleme trägt. Wiederum ist diese Erkenntnis notwendig, um die nächsten Schritte durchführen zu können. In dieser Phase können besonders Methoden der Bewusstseinsschulung (z. B. Achtsamkeitsübungen) unterstützend wirken.

#### Ziele setzen
Darauf ist es wichtig, sich selbst ein Ziel zu setzen. Wofür möchte man sich reflektieren und welche Informationen möchte man über sich herausfinden? Wofür die Anstrengung, sich mit sich selbst auseinanderzusetzen? Oftmals entscheidet die Stärke der intrinsischen Motivation über den Erfolg des Selbstreflexion-Prozesses. Für den folgenden Schritt ist es hilfreich zu hinterfragen, woran man die Zielerreichung messen kann oder was erreicht werden muss, damit der Prozess als erfolgreich bezeichnet werden kann.

#### Konkrete Maßnahmen prüfen
Diese Phase dient der Prüfung spezifischer Verhaltensweisen, die eingesetzt wurden, um das Ziel zu erreichen. Es geht darum, die Wirksamkeit und das eigene Wohlbefinden in der jeweiligen Situation zu betrachten und mit der Wunschvorstellung abzugleichen.

#### Erfahrung integrieren
In der vorherigen Phase wurden verschiedene Verhaltensweisen analysiert. Somit kann daraus abgeleitet werden, ob das neue Verhalten aufrechterhalten oder ggf. angepasst werden soll. Einfach gesagt, geht es darum, die gemachten Erfahrungen zu integrieren. Daraufhin sollte noch einmal hinterfragt werden, ob das Ziel erreicht wurde und wie konkret der Prozess weiter geht. Es besteht die Möglichkeit noch mehr über ein Thema nachdenken zu wollen oder vielleicht auch zusammengehörige Themen, die aufgeworfen wurden, reflektieren zu wollen.

## Methoden
Es gibt unterschiedlichste Einstiege, Fragen, Methoden und Techniken, um Selbstreflexion für sich zu entdecken, auszuprobieren oder zu trainieren. Einen Auszug daraus wird in den folgenden Punkten vorgestellt.

### Hilfreiche Fragen zur Selbstreflexion
Für jede Phase des soeben vorgestellten Selbstreflexionskreislaufs können unterschiedliche Fragestellungen unterstützend wirken. Bevor die Fragen bearbeitet werden, sollte man sich erst einmal mit dem Kreislauf vertraut machen und sich überlegen: Wo stehe ich? Hilfreich ist es diese Fragen mit Hilfe eines Partners zu erarbeiten.

#### Bewusstsein für den Status quo
- Was genau ist passiert?
- In welcher Situation befinde ich mich?
- Warum regt mich diese Situation dazu an, etwas verändern zu wollen?

#### Bewusste Wahrnehmung
- Was empfinde ich?
- Was genau hat diese Emotion in mir hervorgerufen?
- Was zeichnet mich aus?
- Inwiefern trage ich selbst genau was zum Erfolg/zur Zufriedenheit/zum Gelingen bei?
- Habe ich eine Idee, was mich glücklich und zufrieden macht?
- Tue ich in meiner Arbeit das, was meinen Stärken entspricht? Oder: Tue ich in meiner Freizeit das, was meinen Neigungen entspricht?
- Was kann ich gut?
- Welche Charaktereigenschaften machen mich aus?
- Welche meiner Stärken sollen auch andere wahrnehmen?
- Wohin will ich mit meinen Stärken kommen? Wohin nicht?

#### Ziele setzen
- Was sind meine Werte?
- Wonach möchte ich streben?
- Welche Merkmale möchte ich weiter in mir ausbilden?
- Wovon sollte ich mehr, wovon weniger…um…zu?
- Welche Wünsche habe ich für mein Leben und was fehlt mir?
- Angenommen, ich würde in zehn Jahren sagen können: Alles richtig gemacht. Woran würde ich das festmachen?

#### Konkrete Maßnahmen prüfen
- Habe ich meine Ziele erreicht?
- Womit bin ich zufrieden?
- Was kann ich noch weiter verbessern?
- Woran mache ich die Verbesserung fest?

#### Erfahrung integrieren
- Wie kann ich das Gelernte in Zukunft integrieren?
- Was möchte ich mitnehmen und was lasse ich in der Vergangenheit?
- Was hat mir geholfen?
- Auf welche Gegebenheit muss ich achten, damit mein Verhalten erfolgreich ist?

### Self Compassion Letter
Diese Methode hat ihren Ursprung in der positiven Psychologie und soll primär bei selbstbezogenen, negativen Gefühlen unterstützend wirken. Somit wird sie im Rahmen der Selbstreflexion oftmals am Anfang des Kreislaufs eingesetzt. Denn, wie zu Beginn erwähnt, können negative Ereignisse den Kreislauf der Selbstreflexion einleiten. Aber auch der Prozess an sich, ist Teil der Selbstreflexion, da das Ziel dieser Methode ist, die Selbstwahrnehmung zu stärken. Der Ablauf untergliedert sich in 3 Schritte.

#### Identifikation
In dieser Phase werden Selbstanteile identifiziert, die von dem Betrachter an der eigenen Person kritisiert werden. Eine beispielhafte Situation könnte sein, wenn Dinge nicht so laufen wie geplant und sich jemand deshalb unsicher oder nicht gut genug fühlt. Es kann sich dabei um eine bestimmte Situation oder einen Teil der Persönlichkeit handeln. Sobald ein „Thema“ identifiziert wurde, schreibt die Person nieder, wie sie sich bei Konfrontation mit diesem Begriff fühlt.

#### Verschriftlichung
Darauf schreibt die Person einen Brief an sich selbst, in dem sie Mitgefühl, Verständnis und Akzeptanz für diese Situation und die Anteile in Ihnen, die sie nicht mag, ausdrückt. Grundsätzlich sollte in dieser Phase vermieden werden, eine wertende Haltung einzunehmen. Hilfreich kann es sein, sich eine nahe stehende Person vorzustellen, die den Betrachter nicht verurteilt und sich folgende Fragen zu stellen
- Was würde diese Person zu Ihrem Problem oder dem Teil von Ihnen, der Ihnen unzulänglich erscheint, sagen?
- Welche Worte würden ihr tiefes Mitgefühl am besten ausdrücken und bedingungsloses Verständnis zeigen?
- Wie würde die Person Sie daran erinnern, dass wir als Menschen nun mal nicht perfekt sind?
- Inwiefern könnte sie Sie durch Vorschläge oder Ermutigungen unterstützen?

#### Auseinandersetzung
Nachdem der Brief geschrieben wurde, wird er für eine Weile zur Seite gelegt. Zu einem späteren Zeitpunkt wird der Brief hervorgeholt, um sich mit Hilfe seiner eigenen Worte, zu beruhigen und Trost zu spenden. Der Brief kann jederzeit in ähnlichen Situationen, oder Situationen, die dasselbe auslösen, hervor geholt werden.

#### Selbsttest (optional)
Ob sich das selbstbezogene Mitgefühl erhöht hat, kann man beispielsweise mit einem Fragebogen, den Self-Compassion Scale (SCS) überprüfen. Es wird empfohlen, sich vorher und einen Monat, nachdem man den Brief an sich selbst verfasst hat, zu testen.

## Resultate
Ergebnisse von Selbstreflexion können zum Beispiel Selbsterkenntnis oder ein genaueres „Sich-selbst-Bewusstsein“ sein. Daraus speist sich häufig auch unser Selbstbewusstsein. Wie genau der Reflektierende mit den Erkenntnissen umgeht, ist eine weitere Frage, die sich Personen diesem Prozess häufig stellen. Grundsätzlich lassen sich zwei Ergebnisse kategorisieren.
1. Positives Ergebnis
Im Falle einer positiven Bewertung der eigenen Haltung und Erfahrung kann der Reflektierende sich auf die Aufrechterhaltung dieses Verhaltens konzentrieren.
2. Negatives Ergebnis
Stößt man auf negative Ergebnisse oder mit anderen Worten: Gefällt es mir nicht, was ich erfahren habe, kann ich mich fragen, was ich nun mit diesen Gedanken oder Gefühlen anfange. Oftmals wird versucht, das Verhalten zu ändern und somit gelangt man erneut in den Selbstreflexions-Kreislauf einzusteigen, um die Wirksamkeit der neuen Verhaltensweise festzustellen.